# Азиатска хлебарка
Азиатската хлебарка (Blattella asahinai) е вид хлебарка, за първи път описана през 1981 година в колекция насекоми, събрани на остров Окинава, Япония.

## Физическо описание
Азиатската хлебарка е почти идентична с вида германска хлебарка (Blattella germanica), с изключение на няколко дребни морфологически различия. Както германската, така и азиатската хлебарка е дълга приблизително 1,6 cm, на цвят от жълтеникаво-кафява до кафява, с криле, които при азиатската хлебарка са по-дълги. Най-лесният начин да се разграничат двата вида е, че азиатската хлебарка лети добре (почти като молец) и я привлича светлината, за разлика от германската хлебарка. Важно е да се отбележи, че азиатската хлебарка предпочита живота сред природата, докато германската предпочита да бъде на закрито.

## Стопанско значение
Според ентомолога Боб Фаненщил (от Групата за изследване на полезните насекоми, Уеслако, Тексас), този всеяден вид хлебарки при определени условия се храни и с яйцата на пеперуди – вредители по едногодишните растения. През 2006 г. е регистрирано, че азиатски хлебарки са се разселили в западен Тексас и в района на Рио Гранде са станали най-големият враг на яйцата на вид молец, който е заплаха за семената на памука, соята, царевицата и домата.